# Balatoni Mónika
Balatoni Mónika (Tatabánya, 1971. augusztus 9. –) magyar drámapedagógus, dramaturg, rendező, egyetemi oktató. Az Második Orbán-Kormányban a Közigazgatási és Igazságügyi Minisztérium, társadalmi kapcsolatokért felelős államtitkára (2013–2014).

## Tanulmányok
- 2019-2020: Pannon Egyetem MFTK- MA
- 1994-1997: Színház és Filmművészeti Főiskola (színházelmélet-drámapedagógia)[2]
- 1992-1993: Budapesti Tanítóképző Főiskola
- 1990-1992: Vitéz János Tanítóképző Főiskola (tanító-filmesztétika szak)
- 1985-1989: Árpád Gimnázium (Tatabánya)

## Szakmai pályafutás
- 2019–: Pannon Egyetem – vendégoktató
- 2018-2019: Miniszterelnökség – politikai tanácsadó
- 2016–: Nemzeti Közszolgálati Egyetem- mesteroktató- tréner
- 2016–2017: NSKI- elnöki tanácsadó
- 2015–2017: Polgár Judit Sakk Alapítvány – stratégiai igazgató
- 2015–2016: Emberi Erőforrások Minisztériuma – A Velencei Biennále – nemzeti biztosa
- 2014–2015: Külgazdasági és Külügyminisztérium – Kulturális Diplomáciáért Felelős Államtitkár
- 2013–2014: Közigazgatási és Igazságügyi Minisztérium -Társadalmi Kapcsolatokért Felelős Államtitkár
- 2010–2012: Hungarofest Nonprofit Kft. – kreatív-stratégiai igazgató
- 2010–2013: Közigazgatási és Igazságügyi Minisztérium – miniszteri főtanácsadó
- 2007–2009: BACÓ Színészstúdió- kreatív igazgató
- 2003–2007: Debreceni Csokonai Színház – dramaturg-rendező
- 2000–2006: Madách Színház- dramaturg-rendező
- 1997–2003: Őze Lajos Művészeti Iskola- művésztanár
- 1998–2001: Nemzeti Színiakadémia – oktató
- 1997–2000: Nemzeti Színház – dramaturg, rendező

## Magánélete
Két gyermek édesanyja.